# Západosachalinské hory
Západosachalinské hory (rusky Западно-Сахалинские горы) je pohoří v jihozápadní části ostrova Sachalin v Ruské federaci. Táhne se od severu na jih v délce asi 650 km, rozkládá se přibližně od mysu Kriľon po řeku Chunmakta. Západní svahy klesají do pobřežní nížiny a do Tatarského průlivu, východní svahy se snižují do údolí řek Tym a Poronaj, které oddělují Západosachalinské hory od Východosachalinských hor.
Západosachalinské hory tvoří deset rovnoběžných hřbetů oddělených podélnými údolími. Nejvyšší horou je vrch Onor (1325 m n. m.).
Pohoří je složené především z břidlice, pískovce a vyvřelého magma. Ojediněle jsou vyhaslé sopky nedaleko mysu Lamanom (Ičara a Krasnova). 
Na jihovýchodních svazích hor rostou smíšené lesy, na severovýchodních svazích je smrková tajga a roste zde sasa kurilská (Sasa kurilensis), které se říká kurilský bambus. V tajze žije medvěd, rys, liška, sobol, kabar pižmový aj. V horách jsou významná ložiska černého uhlí: Lesogorskoje, Uglegorskoje, Bošnjakovskoje a další.
Hory protíná železnice Južno-Sachanlinsk – Cholmsk.